# Tôn Chí Cương
Tôn Chí Cương (tiếng Trung: 孙志刚; sinh tháng 5 năm 1954) là tiến sĩ kinh tế học, chính khách nước Cộng hòa Nhân dân Trung Hoa. Ông hiện là Ủy viên Ủy ban Trung ương Đảng Cộng sản Trung Quốc khóa XIX, Bí thư Tỉnh ủy tỉnh Quý Châu kiêm Chủ nhiệm Ủy ban Thường vụ Đại hội đại biểu nhân dân tỉnh Quý Châu, nguyên Phó Bí thư Tỉnh ủy, Tỉnh trưởng Chính phủ Nhân dân tỉnh Quý Châu. Trước khi được luân chuyển về tỉnh Quý Châu vào tháng 10 năm 2015, ông là Phó Chủ nhiệm Ủy ban Kế hoạch hóa gia đình và Y tế Quốc gia Trung Quốc.

## Tiểu sử

### Thân thế
Tôn Chí Cương là người Hán sinh tháng 5 năm 1954 tại huyện Huỳnh Dương, tỉnh Hà Nam nay thuộc thành phố cấp huyện Huỳnh Dương, tỉnh Hà Nam.

### Giáo dục
Tháng 9 năm 1973 đến tháng 9 năm 1976, Tôn Chí Cương theo học chuyên ngành luyện thép khoa luyện kim tại Học viện Thép và sắt Vũ Hán nay thuộc Đại học Khoa học và Kỹ thuật Vũ Hán.
Tháng 9 năm 1980 đến tháng 9 năm 1983, ông theo học nghiên cứu sinh thạc sĩ chuyên ngành kinh tế công nghiệp tại Học viện Tài chính và Kinh tế Thượng Hải, ngày nay là Đại học Tài chính và Kinh tế Thượng Hải.
Tháng 7 năm 1993 đến tháng 7 năm 1997, ông theo học nghiên cứu sinh tại chức chuyên ngành kinh tế chính trị tại Đại học Vũ Hán và được trao học vị tiến sĩ kinh tế học.

### Sự nghiệp
Tháng 2 năm 1971, ở tuổi 17, ảnh hưởng của cuộc Cách mạng Văn hóa, Tôn Chí Cương xuống nông thôn lao động tham gia đội sản xuất ở nông thôn thuộc huyện Huỳnh Dương, tỉnh Hà Nam. Tháng 4 năm 1973, ông về làm cán bộ hồ chứa Đinh Điếm thuộc huyện Huỳnh Dương, tỉnh Hà Nam nay là thành phố cấp huyện Huỳnh Dương, tỉnh Hà Nam. Tháng 9 năm 1976, ông gia nhập Đảng Cộng sản Trung Quốc. Tháng 9 năm 1976 đến tháng 9 năm 1980, sau khi tốt nghiệp học viện, Tôn Chí Cương ở lại trường làm giáo viên của Học viện Thép và Sắt Vũ Hán. Tháng 9 năm 1983 đến tháng 4 năm 1985, ông công tác ở Viện Nghiên cứu Kinh tế thuộc Đại học Tài chính và Kinh tế Trung Nam, ngày nay là Đại học Kinh tế và Luật Trung Nam.
Tháng 4 năm 1985, Tôn Chí Cương chuyển sang hoạt động chính trị, công tác tại chính phủ nhân dân thành phố Vũ Hán được bổ nhiệm làm Phó Chủ nhiệm Ủy ban Kinh tế thành phố Vũ Hán, thủ phủ tỉnh Hồ Bắc. Tháng 11 năm 1986, ông được bổ nhiệm giữ chức Phó Chủ nhiệm Ủy ban Cải cách thể chế kinh tế thành phố Vũ Hán. Tháng 2 năm 1987, ông được luân chuyển làm Phó Chủ nhiệm Ủy ban Kế hoạch thành phố Vũ Hán, tỉnh Hồ Bắc.
Tháng 9 năm 1992, ông được bổ nhiệm làm Phó Bí thư Khu ủy Hán Dương, Phó Khu trưởng đồng thời tạm quyền Khu trưởng Khu Hán Dương và sau đó chính thức được bầu giữ chức vụ Khu trưởng Khu Hán Dương, thành phố Vũ Hán. Tháng 3 năm 1993, ông được bổ nhiệm làm Phó Thị trưởng thành phố Vũ Hán. Tháng 8 năm 1996, ông được luân chuyển làm Phó Bí thư Thành ủy Nghi Xương kiêm Thị trưởng thành phố Nghi Xương, tỉnh Hồ Bắc. Tháng 3 năm 1999, ông được bổ nhiệm làm Bí thư Thành ủy Nghi Xương kiêm Thị trưởng thành phố Nghi Xương, Bí thư thứ nhất Đảng ủy Phân Quân khu Nghi Xương. Tháng 9 năm 1999, ông thôi kiêm nhiệm chức vụ Thị trưởng thành phố Nghi Xương. Tháng 4 năm 2002, Tôn Chí Cương được bầu kiêm nhiệm chức vụ Chủ nhiệm Ủy ban Thường vụ Đại hội đại biểu nhân dân thành phố Nghi Xương; từ tháng 6 năm 2002, ông giữ chức vụ Ủy viên Ban Thường vụ Tỉnh ủy Hồ Bắc, Bí thư Thành ủy Nghi Xương, Chủ nhiệm Ủy ban Thường vụ Đại hội đại biểu nhân dân thành phố Nghi Xương, Bí thư thứ nhất Đảng ủy Phân Quân khu Nghi Xương. Tháng 8 năm 2002, ông được bổ nhiệm làm Ủy viên Ban Thường vụ Tỉnh ủy, Tổng Thư ký Tỉnh ủy Hồ Bắc, Bí thư Ủy ban Công tác Cơ quan trực thuộc tỉnh Hồ Bắc. Tháng 9 năm 2006, Tôn Chí Cương được luân chuyển làm Ủy viên Ban Thường vụ Tỉnh ủy An Huy. Tháng 10 năm 2006, ông được bổ nhiệm giữ chức vụ Ủy viên Ban Thường vụ Tỉnh ủy, Phó Bí thư tổ Đảng Chính phủ nhân dân tỉnh, Phó Tỉnh trưởng Thường trực Chính phủ nhân dân tỉnh An Huy.
Tháng 12 năm 2010, ông được điều lên trung ương làm Phó Chủ nhiệm Ủy ban Cải cách và Phát triển Quốc gia Cộng hòa Nhân dân Trung Hoa, thành viên tổ Đảng ủy ban Cải cách và Phát triển Quốc gia kiêm Chủ nhiệm Văn phòng Tiểu tổ Lãnh đạo Công tác Cải cách thể chế Y dược Y tế Thâm hóa Quốc vụ viện Trung Quốc. Tháng 3 năm 2013, Trung Quốc cải cách cơ cấu chính phủ theo đó Bộ Y tế và Ủy ban Dân số và Kế hoạch hóa gia đình sẽ được sáp nhập thành Ủy ban Kế hoạch hóa gia đình và y tế quốc gia; Tôn Chí Cương được bầu làm Phó Chủ nhiệm Ủy ban Kế hoạch hóa gia đình và y tế quốc gia, Phó Bí thư tổ Đảng ủy ban Kế hoạch hóa gia đình và y tế quốc gia, hàm tương đương Bộ trưởng đồng thời ông vẫn kiêm nhiệm chức vụ Chủ nhiệm Văn phòng Tiểu tổ Lãnh đạo Công tác Cải cách thể chế Y dược Y tế Thâm hóa Quốc vụ viện Trung Quốc.
Ngày 16 tháng 10 năm 2015, Tôn Chí Cương được điều động làm Phó Bí thư Tỉnh ủy Quý Châu, Phó Tỉnh trưởng tỉnh Quý Châu đồng thời tạm quyền Tỉnh trưởng Chính phủ Nhân dân tỉnh Quý Châu, kế nhiệm ông Trần Mẫn Nhĩ được bổ nhiệm Bí thư Tỉnh ủy Quý Châu. Ngày 30 tháng 1 năm 2016, ông chính thức được bầu giữ chức vụ Tỉnh trưởng Chính phủ Nhân dân tỉnh Quý Châu.
Ngày 15 tháng 7 năm 2017, Bí thư Tỉnh ủy Quý Châu Trần Mẫn Nhĩ được điều động làm Bí thư Thành ủy Trùng Khánh, Tôn Chí Cương được bổ nhiệm giữ chức vụ Bí thư Tỉnh ủy Quý Châu kế nhiệm. Ngày 24 tháng 10 năm 2017, tại Đại hội Đảng Cộng sản Trung Quốc lần thứ XIX, ông được bầu làm Ủy viên Ủy ban Trung ương Đảng Cộng sản Trung Quốc khóa XIX. Ngày 30 tháng 1 năm 2018, tại Hội nghị lần thứ nhất của Đại hội đại biểu nhân dân khóa 13 tỉnh Quý Châu, ông được bầu kiêm nhiệm chức vụ Chủ nhiệm Ủy ban Thường vụ Đại hội đại biểu nhân dân tỉnh Quý Châu.